# 辺山半島

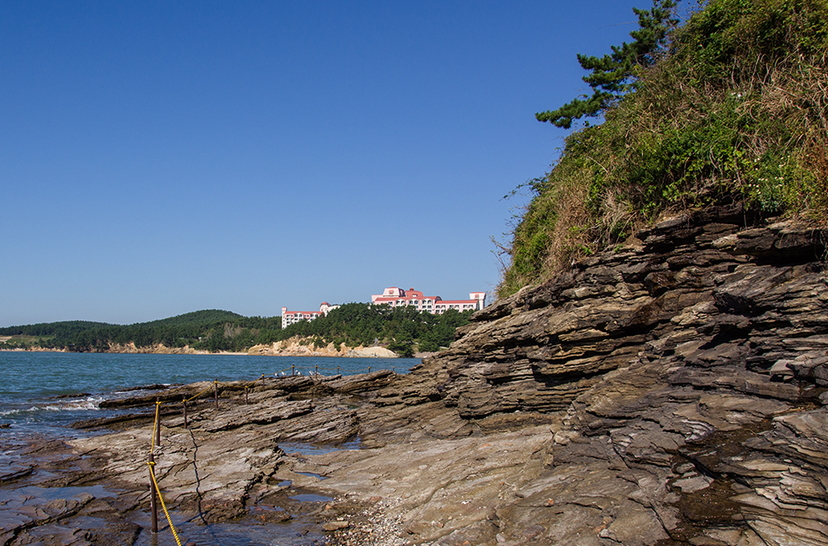
辺山半島

辺山半島（ピョンサンはんとう、朝: 변산반도）は、大韓民国の西海岸の半島名である。行政区画は全北特別自治道扶安郡に属する。